# Чехи (Наровлянский район)
Чехи (бел. Чэхі) — посёлок в Головчицком сельсовете Наровлянского района Гомельской области Беларуси.
На юге граничит с лесом.

## География

### Расположение
В 17 км на юго-запад от Наровли, 17 км от железнодорожной станции Ельск (на линии Калинковичи — Овруч), 195 км от Гомеля.

## Транспортная сеть
На автодороге Москалёвка — Головчицкая Буда. Планировка состоит из короткой, прямолинейной, меридиональной улицы, застроенной двусторонне деревянными усадьбами.

## История
По письменным источникам известна с XVIII века В 1811 году поселение, в Речицком уезде Минской губернии, во владении Ракицкого. В 1879 году упоминается в числе поселений Бабчинского церковного прихода. Согласно переписи 1897 года хутор Чехи Головчицкие в Наровлянской волости Речицкого уезда Минской губернии. В 1931 году жители вступили в колхоз. Согласно переписи 1959 года в составе колхоза «Головчицы» (центр — деревня Головчицы).

## Население

### Численность
- 2004 год — 10 хозяйств, 22 жителя.

### Динамика
- 1897 год — 6 дворов, 74 жителя (согласно переписи).
- 1959 год — 109 жителей (согласно переписи).
- 2004 год — 10 хозяйств, 22 жителя.